# Ливезь (Молдова)
Ливезь (рум. Livezi) — село в Сорокском районе Молдавии. Наряду с сёлами Кременчуг, Собар и Валя входит в состав коммуны Кременчуг.

## География
Село расположено на высоте 136 метров над уровнем моря.

## Население
По данным переписи населения 2004 года, в селе Ливезь проживает 20 человек (7 мужчин, 13 женщин).
Этнический состав села:
| Национальность | Число жителей | Процентный состав |
| -------------- | ------------- | ----------------- |
| молдаване      | 17            | 85,0              |
| украинцы       | 3             | 15,0              |
| Всего          | 20            | 100 %             |